# Didactylia gilvoides
Didactylia gilvoides är en skalbaggsart som beskrevs av S. Endrödi 1979. Didactylia gilvoides ingår i släktet Didactylia och familjen Aphodiidae. Inga underarter finns listade i Catalogue of Life.